# Guía curricular en Japón
La Guía curricular (学習指導要領 Gakushū shidō yōryō?) es un plan de estudio o estándar emitido por el Ministerio de Educación, Cultura, Deportes, Ciencia y Tecnología (MEXT) que especifica los materiales enseñados en todas las escuelas primaria, secundarias en Japón, sean públicas o privadas. La autoridad del ministerio para emitir la norma es debido a las regulaciones de aplicación de la Ley de Educación Escolar (学校教育法施行規則 Gakkō kyōiku hō shikō kisoku?). El ministerio también publica el comentario a las pautas del currículo (学習指導要領解説 Gakushū shidō yōryō kaisetsu?), que acompaña las pautas. Nominalmente, el comentario no es jurídicamente vinculante.

## Legalidad
El alcance legal de la norma no ha sido claro. Si bien la norma no es una ley per se, los casos judiciales en el pasado han demostrado que es jurídicamente vinculante en cierta medida. Por ejemplo, en 1990, el Tribunal Supremo de Fukuoka dictaminó que una escuela preparatoria prefectural despidió legalmente a su maestro que enseñó un curso de una manera que violaba las pautas del plan de estudios.